# Водзицкие
Водзицкие — графский род.
Графы из-Гранова Водзицкие, принадлежат к Польским дворянам герба Лелива, происходят от Франциска из-Гранова Водзицкого, Старосты Гржибовскаго, который возведён в Графское достоинство грамотой Франца II Императора Римского, кроля Галиции и Лодомерии 16 октября 1800 г.
- Водзицкий, Юзеф (польск. Józef Wodzicki (около 1750—1794) — генерал-майор польской армии, активный участник восстания Т. Костюшко.
- Водзицкий, Людвик (1834—1894) — польский и австро-венгерский общественный деятель, консервативный политик, маршал (спикер) Галицкого краевого сейма.

## Описание герба
В щите с золотой окраиной и графской короной, в голубом поле золотая Лелива, то есть полумесяц рогами вверх, под звездой. Над графской короной шлем, дворянской короной увенчанный, с золотыми решётками и такой же медалью на цепи висящей.
В навершии шлема выходит вправо золотой лев, держащий в лапах ликторский пук. Намет голубой с золотым подбоем. Щит лежит на скрещенных между собою ликторском золотом пуке и мече с золотой оправой. Герб графов Водзицких внесен в Часть 1 Гербовника дворянских родов Царства Польского, стр. 25.